# Spielmannsdichtung
Spielmannsdichtung oder Spielmannsepik ist eine traditionelle Bezeichnung für eine kleine Gruppe mittelalterlicher Erzähldichtungen. Soweit man die Entstehung der Texte überhaupt datieren kann, stammen sie aus der 2. Hälfte des 12. Jahrhunderts. 
Es handelt sich dabei um die Werke:
- Herzog Ernst
- König Rother
- Salman und Morolf
- Orendel
- König Oswald

## Begriffsklärung
Die frühe Germanistik prägte die Bezeichnung Spielmannsepik, um eine Kategorie für die fünf nicht in bestehende Ordnungsprinzipien einsortierbaren Langtexte zu erhalten. Aus dem burleskeren und weniger intellektuellen Geschmack, den diese Abenteuererzählungen im Vergleich zum höfischen Roman aufweisen sollen, wurde geschlossen, dass sie von herumziehenden Spielleuten (siehe auch Fahrendes Volk, Vagantendichtung) geschaffen worden seien. Sowohl die Stoffwahl als auch die konkrete Textgestaltung lassen weder einen behaupteten Zusammenhang erkennen noch entsprechen sie den unterstellten Kriterien. Der Begriff Spielmannsepik ist daher wissenschaftlich nicht mehr haltbar und entspricht eher einer geschmacklichen Einordnung der Germanisten des 19. Jahrhunderts, die höfische Romane als Maßstab setzten.
Heute vermutet man mit mehr Recht die Dichter in einem ähnlichen schrift- und literaturkundigen Kreis wie auch die Dichter der frühhöfischen Literatur. Der anfechtbare Begriff „Spielmannsepik“ wird weiterhin verwendet, darf jedoch nicht mehr wörtlich verstanden werden.

## Gattungsprägende Merkmale
Charakteristisch für alle diese Erzählungen ist die Vermischung heroischer, historischer und legendärer, derber und höfischer Züge. Beliebte Märchen- und Sagenmotive (Brautwerbung, Entführung, Verkleidung) sind arrangiert mit Lust am Exotischen (Orientabenteuer) und oft drastischer Komik. Dies, die Anonymität der Verfasser und die schmale schriftliche Verbreitung signalisieren, dass es sich um eher unterhaltende und wenig repräsentative Vorlesestoffe für eine weniger gebildete adlige Zuhörerschaft gehandelt hat.
Um die Gattung Spielmannsdichtung unabhängig von dem zweifelhaften Begriff des Spielmannes zu rechtfertigen, wurden verschiedene Kriterien vorgeschlagen, die die so bezeichneten Werke verbinden sollen:
- Entstehungszeit gegen Ende des 12. Jahrhunderts
- Unterhaltungsanspruch auf Basis historischer Begebenheiten, Personen etc.
- Anonymität der Gattung, die Autoren sind in der Regel nicht bekannt
- bevorzugte Motive (Fremdheit, Entführung)
- Vermischung höfischer, legendärer, historischer und heroischer Elemente, zudem häufig Märchen- und Sagenmotive
- Metrik und Reim werden eher frei gehandhabt, Verse unterschiedlich lang, unregelmäßiger Rhythmus
- schwerfällige, gegenständliche Sprache
- häufige Wiederholung einzelner Wendungen
- wenige und einfache sprachlich-stilistische Mittel

Diese Kriterien sind in der Forschung stark umstritten, da sie konstruiert sind, um die fünf Epen unter einem Begriff zu fassen. Kritiker lehnen daher sowohl den Begriff Spielmannsepik als auch ein spezielles Genre für die fünf Epen ab. Sie betonen starke Unterschiede in den Werken, die sich kaum vereinheitlichen ließen. In Ermangelung einer anderen Kategorisierung spricht man für gewöhnlich von den „sogenannten Spielmannsepen“ oder benutzt Anführungszeichen, um eine Distanz zu dem Begriff auszudrücken.